# TNA Hall of Fame
TNA Hall of Fame – aleja zasłużonych zawodników i pracowników amerykańskiej federacji wrestlingu Total Nonstop Action Wrestling (TNA). Aleja została ustanowiona 31 maja 2012 r. przez ówczesną prezes organizacji, Dixie Carter, podczas odcinka głównego programu telewizyjnego TNA – Impact Wrestling. Powołała to wyróżnienie, aby uczcić dziesiątą rocznicę powstania federacji, jak również nagrodzić osoby, które odcisnęły piętno na jej historii.
Nowego członka lub członków, jeśli jest to drużyna, zapowiada się zazwyczaj podczas odcinka programu Impact Wrestling, natomiast ceremonia włączenia odbywa się podczas weekendu Bound for Glory. W 2015 TNA ogłosiło dwóch TNA Hall of Famerów, Jeffa Jarretta i Earla Hebnera. Pierwszy z wymienionych otrzymał to miano przed Slammiversary, drugi zaś na live evencie przed Bound for Glory.

## Członkowie

### Indywidualni

#### Zawodnicy
| Rok  | Zdjęcie | Pseudonim (Prawdziwe nazwisko)  | Osiągnięcia |
| ---- | ------- | ------------------------------- | --- |
| 2012 |         | Sting (Steve Borden)            | Sting jest dwukrotnym NWA World Heavyweight Championem, czterokrotnym TNA World Heavyweight Championem i jednokrotnym TNA World Tag Team Championem. |
| 2013 |         | Kurt Angle                      | Kurt Angle jest jednokrotnym IWGP Heavyweight Championem (wersja IGF), sześciokrotnym TNA World Heavyweight Championem, jednokrotnym TNA X Division Championem i trzykrotnym TNA World Tag Team Championem. Zdobycie trzech najważniejszych mistrzostw zapewniło mu potrójną koronę. Zwyciężył w dwóch odsłonach King of the Mountain matchu (2007, 2009). |
| 2015 |         | Jeff Jarrett                    | Jeff Jarrett jest współzałożycielem TNA, jednokrotnym AAA World Heavyweight Championem, sześciokrotnym NWA World Heavyweight Championem i jednokrotnym King of the Mountain Championem. Zwyciężył w trzech odsłonach King of the Mountain matchu (2004, 2006, 2015).                                                                                       |
| 2016 |         | Gail Kim                        | Gail Kim jest pierwszą, a zarazem pięciokrotną TNA Knockouts Championką i jednokrotną TNA Knockouts Tag Team Championką. |
| 2018 |         | Abyss (Christopher Joseph Park) | Abyss jest jednokrotnym NWA World Heavyweight Championem, NWA World Tag Team Championem i TNA X Division Championem oraz dwukrotnym TNA World Tag Team Championem i TNA Television Championem. |
| 2020 |         | Ken Shamrock                    | Ken Shamrock jest jednokrotnym posiadaczem NWA World Heavyweight Championship i jednocześnie pierwszy mistrzem w historii federacji. |
| 2021 |         | Awesome Kong (Kia Stevens)      | Awesome Kong jest dwukrotną mistrzynią TNA Knockouts i jednokrotną mistrzynią TNA Knockouts Tag Team. |
| 2022 |         | Raven (Scott Levy)              | Raven jest jednokrotnym mistrzem NWA World Heavyweight. Zwycięzca pojedynku King of the Mountain (2005). |
| 2023 |         | Traci Brooks (Tracy Brookshaw)  | Długoletnia menedżerka/valet i wrestlerka. Uznana przez Impact Wrestling za jedną z pierwszych Knockoutek. |
| 2024 |         | Rhino (Terry Gerin)             | Rhino jest jednokrotnym NWA World Heavyweight Championem oraz dwukrotnym TNA World Tag Team Championem. |

#### Pracownicy
| Rok  | Zdjęcie | Pseudonim (Prawdziwe nazwisko) | Osiągnięcia |
| ---- | ------- | ------------------------------ | --- |
| 2015 |         | Earl Hebner                    | Earl Hebner jest pierwszym sędzią wprowadzonym do Hall of Fame w historii wrestlingu. Od 2006 roku pełnił rolę starszego sędziego TNA.                   |
| 2024 |         | Bob Ryder                      | Bob Ryder jest współzałożycielem i wieloletnim dyrektorem wykonawczym TNA Wrestling. Ryder został wprowadzony do galerii sław pośmiertnie; zmarł w 2020. |

### Grupowi
| Rok  | Zdjęcie | Grupa, pseudonimy (prawdziwe nazwisko)                 | Osiągnięcia |
| ---- | ------- | ------------------------------------------------------ | --- |
| 2014 |         | Team 3D Bully Ray (Mark LoMonaco) Devon (Devon Hughes) | Team 3D są jednokrotnymi NWA World Tag Team Championami, dwukrotnymi TNA World Tag Team Championami, dwukrotnymi IWGP Tag Team Championami, a biorąc pod uwagę wszystkie ich osiągnięcia zdobyli ponad dwadzieścia mistrzostw tag teamowych. Bully Ray wygrał indywidualnie dwa razy TNA World Heavyweight Championship, a Devon dwukrotnie TNA Television Championship. |
| 2023 |         | Mike Tenay i Don West                                  | Pierwszy zespół komentatorski Impact Wrestling (2002–2009). Tenay pracował w federacji do końca 2015. West został wprowadzony do galerii sław pośmiertnie; zmarł w 2022. |

## Data i miejsce ceremonii
| Data                 | Miejscowość           | Miejsce                             | Wydarzenie                    | Odn.   |
| -------------------- | --------------------- | ----------------------------------- | ----------------------------- | ------ |
| 13 października 2012 | Phoenix, Arizona      | Pointe Hilton Tapatio Cliffs Resort | Bound for Glory (2012)        | [ 21 ] |
| 19 października 2013 | San Diego, California | San Diego Marriott Mission Valley   | Bound for Glory (2013)        | [ 22 ] |
| 11 października 2014 | Tokio, Japonia        | Karakuen Hall                       | Bound for Glory (2014)        | [ 23 ] |
| 27 czerwca 2015      | Orlando, Floryda      | Universal Studios                   | Impact Wrestling              | [ 4 ]  |
| 3 października 2015  | Salem, Wirginia       | Salem Civic Center                  | TNA Bound for Glory Live Tour | [ 24 ] |
| 2 października 2016  | Orlando, Floryda      | Universal Studios                   | Bound for Glory (2016)        | [ 25 ] |
| 13 października 2018 | Manhattan, Nowy Jork  | McHale’s Pub                        | Bound for Glory (2018)        | [ 26 ] |
| 24 października 2020 | Nashville, Tennessee  | Skyway Studios                      | Bound for Glory (2020)        | [ 27 ] |
| 23 października 2021 | Las Vegas, Nevada     | Sam’s Town Live                     | Bound for Glory (2021)        | [ 13 ] |
| 8 października 2022  | Albany, Nowy Jork     | Albany Armory                       | Bound for Glory (2022)        | [ 28 ] |
| 21 października 2023 | Cicero, Illinois      | Cicero Stadium                      | Bound for Glory (2023)        | [ 29 ] |
| 26 października 2024 | Detroit, Michigan     | Wayne State Fieldhouse              | Bound for Glory (2024)        |        |